# تشارلز دبليو. بيكرينغ
تشارلز دبليو. بيكرينغ (بالإنجليزية: Charles W. Pickering)‏ هو قاضي ومحامي وسياسي أمريكي، ولد في 29 مايو 1937 في لاوريل في الولايات المتحدة. حزبياً، نشط في الحزب الديمقراطي والحزب الجمهوري. وقد انتخب قاضي محكمة الاستئناف الأمريكية للدائرة الاتحادية وانتخب عضو مجلس ولاية مسيسيبي.